# Campionato mondiale giovanile di scherma 1955
Il Campionato mondiale juniores di scherma del 1955 ("1955 World Juniors Fencing Championships") è stato organizzato dalla Federazione internazionale della scherma e si è svolto a Budapest in Ungheria dal 9 al 10 aprile.
Nel fioretto, si sono aggiudicati i titoli del campionato mondiale il magiaro Jozsef Gyuricza, che ha battuto in finale il francese Lebard, e la magiara Vera Kelemen che ha avuto la meglio sull'italiana Bruna Colombetti-Peroncini.
Nella sciabola il magiaro József Szerencsés prevale sul francese Marcel Parent.

## Podi

### Uomini
| Specialità  | Oro               | Argento       | Bronzo                |
| Individuali |                   |               |                       |
| Fioretto    | Jozsef Gyuricza   | Lebard        | Mihály Fülöp          |
| Sciabola    | József Szerencsés | Marcel Parent | Szabolcs Thomas Orley |

### Donne
| Specialità  | Oro          | Argento                    | Bronzo            |
| Individuali |              |                            |                   |
| Fioretto    | Vera Kelemen | Bruna Colombetti-Peroncini | Jozsefne Sakovics |

## Medagliere
| Pos.   | Nazione     | Oro | Argento | Bronzo | Totale |
| ------ | ----------- | --- | ------- | ------ | ------ |
| 1      | Ungheria    | 3   | 0       | 2      | 5      |
| 2      | Francia     | 0   | 2       | 0      | 2      |
| 3      | Italia      | 0   | 1       | 0      | 1      |
| 4      | Stati Uniti | 0   | 0       | 1      | 1      |
| Totale | Totale      | 3   | 3       | 3      | 9      |